# Bogaraš, Bačka Topola
Bogaraš (izvirno srbsko Богараш) je naselje v Srbiji, ki upravno spada pod Občino Bačka Topola; slednja pa je del Severnobačkega upravnega okraja.

## Demografija
V naselju živi 73 polnoletnih prebivalcev, pri čemer je njihova povprečna starost 40,5 let (41,4 pri moških in 39,4 pri ženskah). Naselje ima 43 gospodinjstev, pri čemer je povprečno število članov na gospodinjstvo 2,19.
To naselje je skoraj popolnoma madžarsko (glede na popis iz leta 2002)
|  |

| Demografija | Demografija     | Demografija     |
| Leto        | Št. prebivalcev | Št. prebivalcev |
| ----------- | --------------- | --------------- |
|             |                 |                 |
|             |                 |                 |
|             |                 |                 |
|             |                 |                 |
| 1948        | 65              |                 |
| 1953        | 152             |                 |
| 1961        | 149             |                 |
| 1971        | 139             |                 |
| 1981        | 185             |                 |
| 1991        | 151             | 151             |
| 2002        | 94              | 94              |
|             |                 |                 |

| Etnična sestava po popisu iz leta 2002 | Etnična sestava po popisu iz leta 2002 | Etnična sestava po popisu iz leta 2002 | Etnična sestava po popisu iz leta 2002 | Etnična sestava po popisu iz leta 2002 |
| -------------------------------------- | -------------------------------------- | -------------------------------------- | -------------------------------------- | -------------------------------------- |
| Madžari                                | Madžari                                |                                        | 90                                     | 95,74%                                 |
| Srbi                                   | Srbi                                   |                                        | 1                                      | 1,06%                                  |
| Neznano                                | Neznano                                |                                        | 0                                      | 0,0%                                   |